# Schloss Laugna

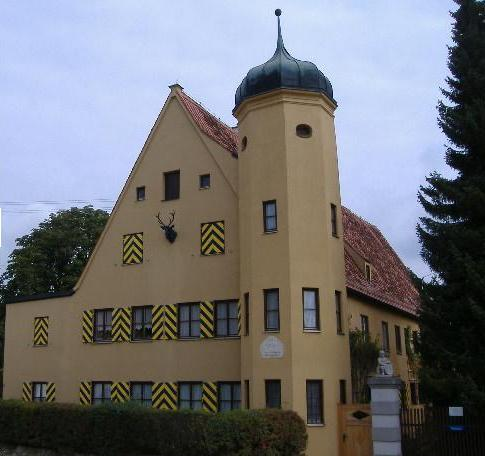
Westfront des Schlosses

Schloss Laugna befindet sich in Laugna im Landkreis Dillingen. Die Zweiflügelanlage mit oktogonalem Eckturm liegt mitten im Ort und ist umgeben von einem kleinen Park sowie teilweise von einer imposanten Schlossmauer.

## Geschichte
Um 1590/95 ließ der Augsburger Patrizier Albrecht von Stetten ein sog. Herrenhaus erbauen. Das noch heute in seiner Grundstruktur existierende Schloss wurde vermutlich 1613 erbaut, als die Fugger zu Beginn des 17. Jahrhunderts das Herrschaft Bocksberg kauften. Wie die Stuckdecken in der Diele des Obergeschosses beweisen, wurde das Gebäude um 1830 nach dem Geschmack der Zeit ausgestaltet. Von 1811 bis 2005 war im Schloss das Fürstlich und Gräfliche Fuggersche Stiftungs-Forstamt untergebracht und war ausschließlicher Mittelpunkt der ausgedehnten Fugger’schen Forstreviere. Das an der Vorderfront des Eckturms eingelassene Fuggerwappen erinnert an die Geschichte des Forstamtes Laugna.
Das Schloss ist der Öffentlichkeit nicht zugänglich.

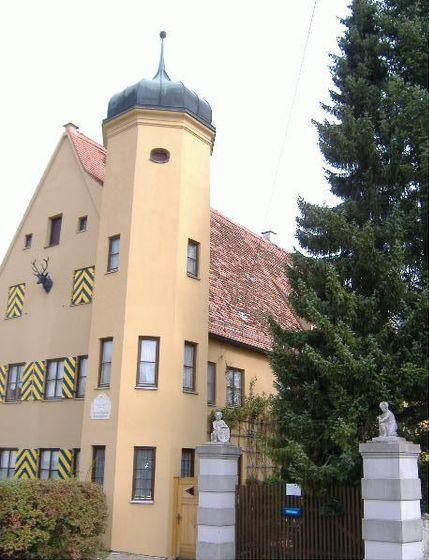
Zwei Putten mit den Fuggerlilien im Wappen zieren das Eingangsportal zum Schloss
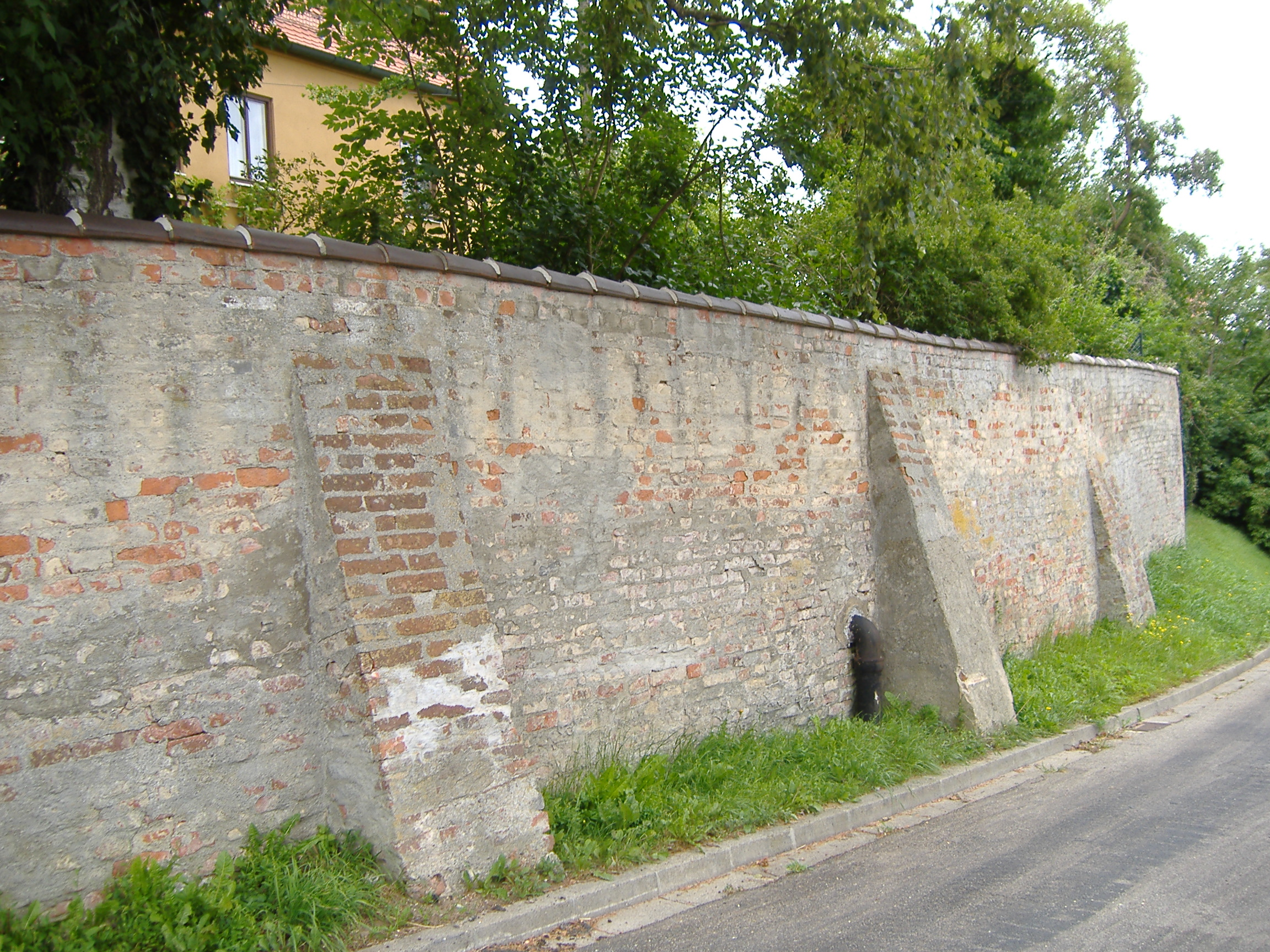
Teilansicht von der imposanten Schlossmauer
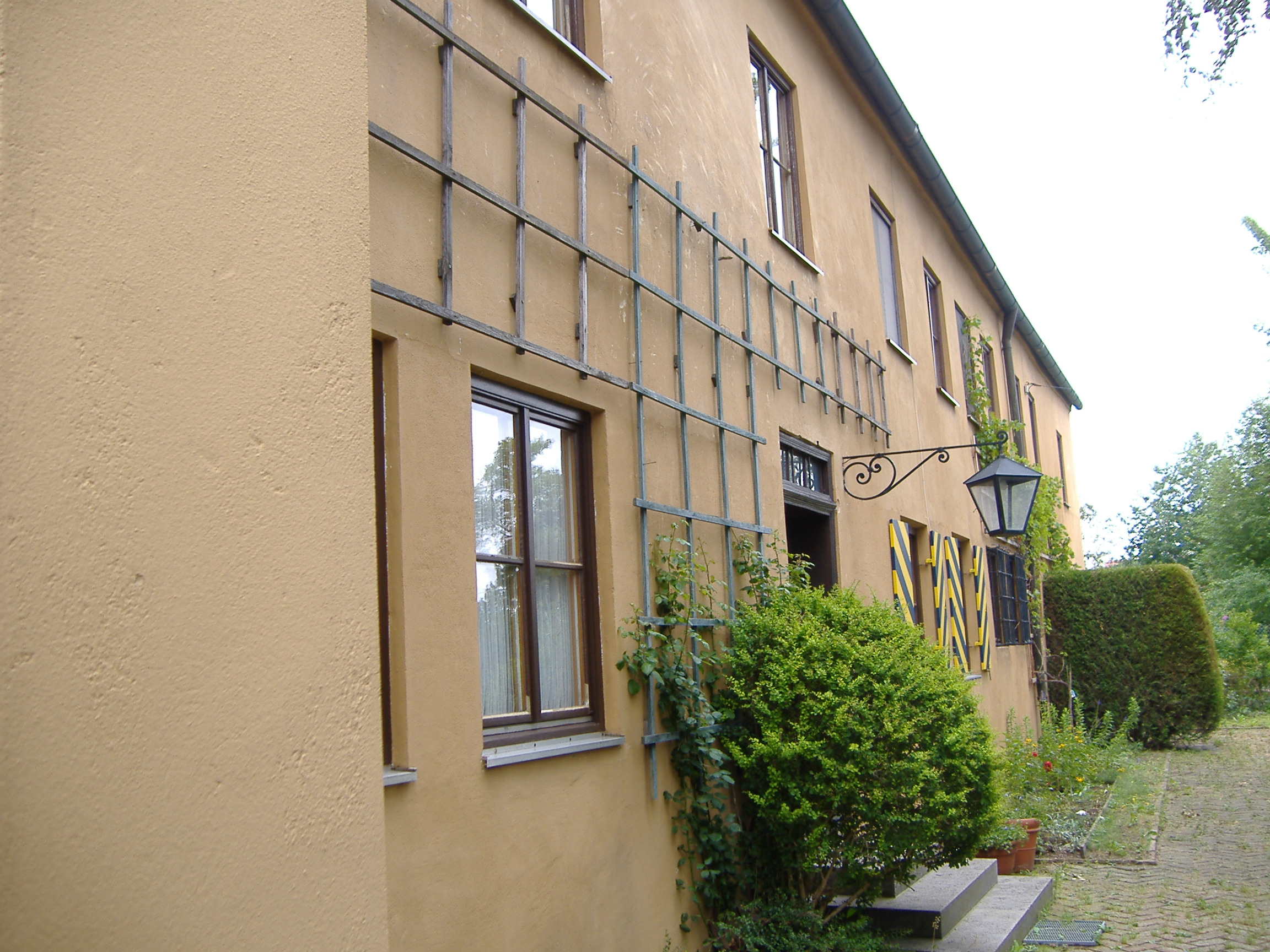
Südflügel des Schlosses
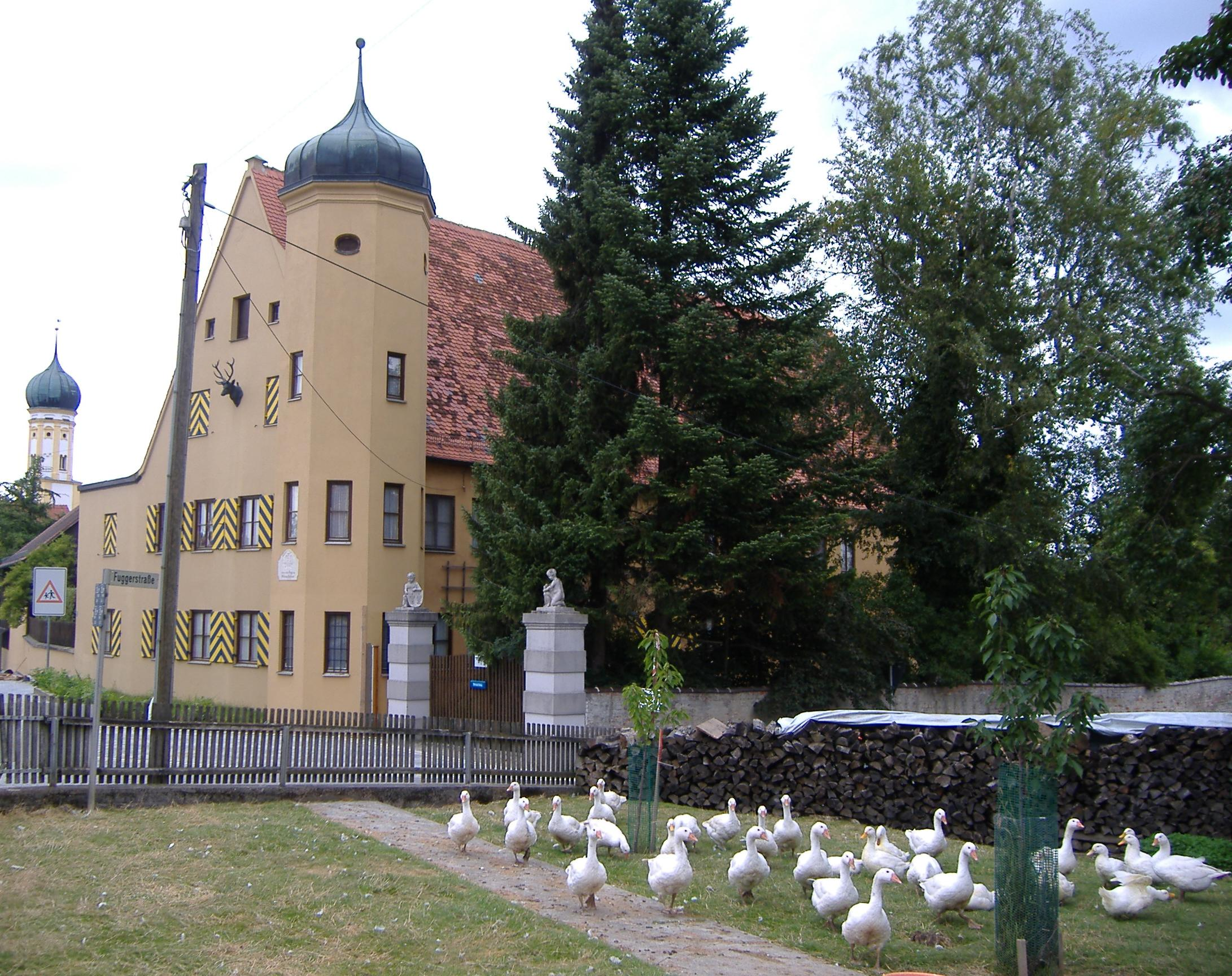
Blick auf Schloss und Kirche
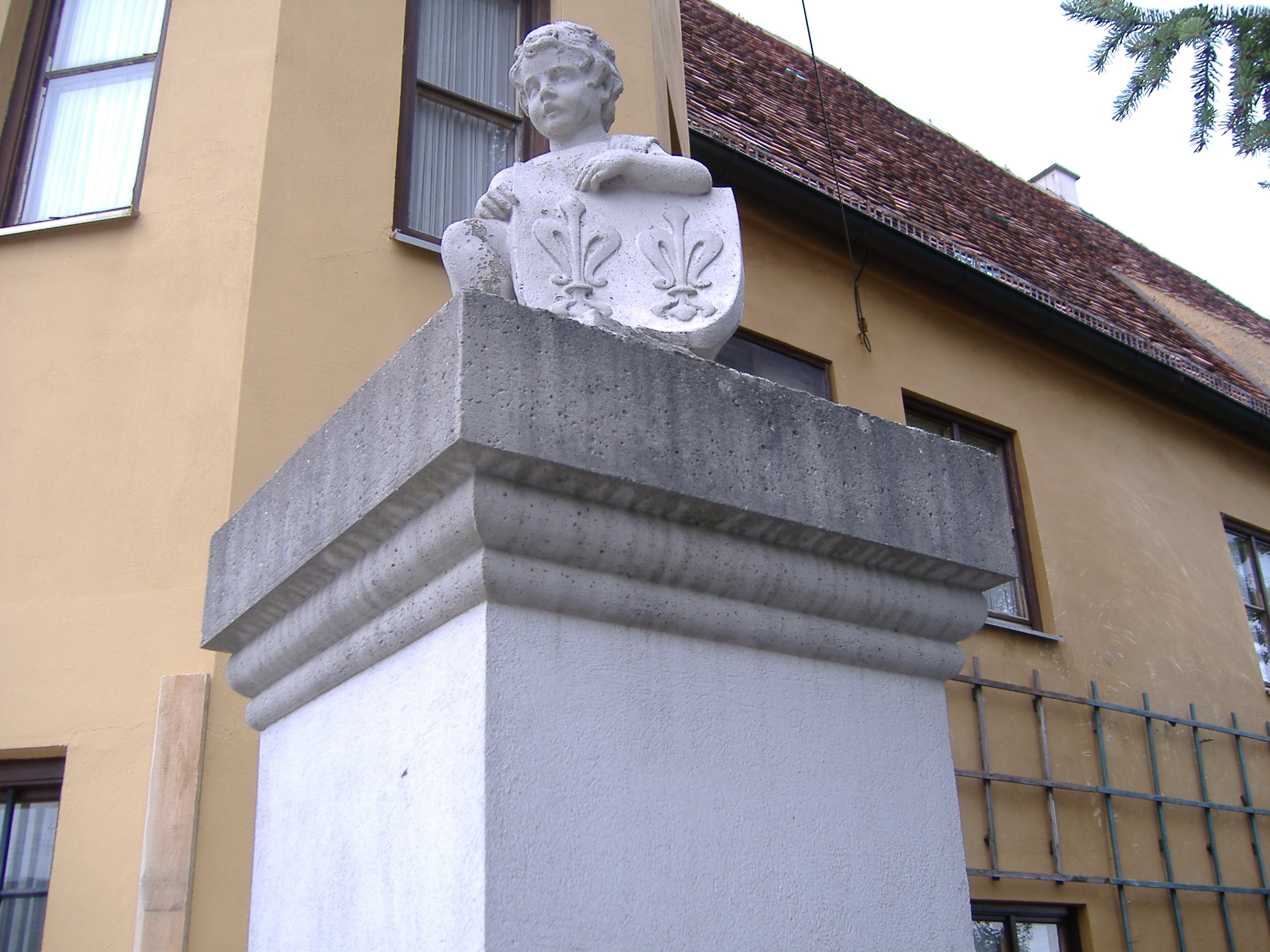
Putte mit Wappen derer von Fugger